# Фирдя (комуна)
Фирдя (рум. Fârdea) — комуна у повіті Тіміш в Румунії. До складу комуни входять такі села (дані про населення за 2002 рік):
- Гладна-Монтане (146 осіб)
- Гладна-Ромине (382 особи)
- Дрегшинешть (185 осіб)
- Золт (218 осіб)
- Митніку-Мік (219 осіб)
- Фирдя (619 осіб) — адміністративний центр комуни
- Хеузешть (150 осіб)

Комуна розташована на відстані 340 км на північний захід від Бухареста, 72 км на схід від Тімішоари.

## Населення
За даними перепису населення 2002 року у комуні проживали 1919 осіб.
Національний склад населення комуни:
| Національність | Кількість осіб | Відсоток |
| -------------- | -------------- | -------- |
| румуни         | 1845           | 96,1%    |
| цигани         | 48             | 2,5%     |
| українці       | 19             | 1,0%     |
| угорці         | 3              | 0,2%     |
| німці          | 1              | 0,1%     |
| серби          | 1              | 0,1%     |
| словаки        | 1              | 0,1%     |

Рідною мовою назвали:
| Мова       | Кількість осіб | Відсоток |
| ---------- | -------------- | -------- |
| румунська  | 1892           | 98,6%    |
| українська | 17             | 0,9%     |
| угорська   | 3              | 0,2%     |
| циганська  | 3              | 0,2%     |
| німецька   | 1              | 0,1%     |
| сербська   | 1              | 0,1%     |
| словацька  | 1              | 0,1%     |

Склад населення комуни за віросповіданням:
| Релігія        | Кількість осіб | Відсоток |
| -------------- | -------------- | -------- |
| православні    | 1688           | 88,0%    |
| баптисти       | 122            | 6,4%     |
| п'ятдесятники  | 84             | 4,4%     |
| адвентисти     | 16             | 0,8%     |
| греко-католики | 3              | 0,2%     |
| бретрени       | 2              | 0,1%     |
| римо-католики  | 1              | 0,1%     |
| реформати      | 1              | 0,1%     |
| мусульмани     | 1              | 0,1%     |
| атеїсти        | 1              | 0,1%     |